# La Caja de Ahorro y Seguro

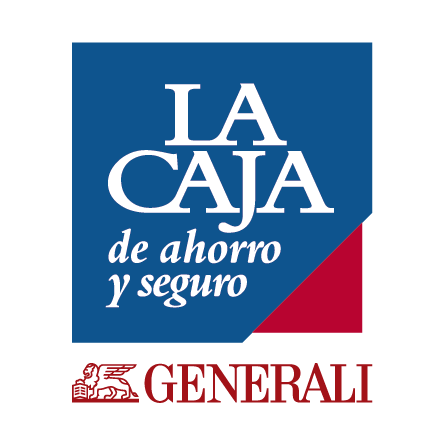

La Caja de Ahorro y Seguro es un grupo asegurador con sede en la Argentina. Ocupa una posición de liderazgo en el mercado asegurador argentino con una participación total del mercado target del 7,6% y del 10,3% en el rubro automotor (según la Superintendencia de Seguros de la Nación a junio de 2024). 

## Historia
La Caja de Ahorro y Seguro fue fundada el 5 de abril de 1915, bajo el nombre Caja Nacional de Ahorro Postal. En sus inicios, la compañía era una empresa de propiedad estatal, que tenía por misión incentivar el hábito de ahorro, mediante títulos de inversión pública del Gobierno Nacional.
En el año 1946, la empresa comienza a brindar seguros a los ahorristas, en una nueva actividad que suplementa a su rol principal, como entidad financiera. Más adelante, cambia su nombre por el de Caja Nacional de Ahorro y Seguro, a partir de la dimensión que toman los seguros dentro del negocio. Durante la década de 1970, la empresa comienza también a realizar una expansión por todo el territorio argentino, con la apertura de sucursales en distintas provincias.
En el año 1992, durante el mes de septiembre, comienza el proceso de privatización bajo la Ley 24.153, que se finaliza en 1994. En ese momento se constituyeron las compañías Caja de Seguros S.A.  En 1999, la italiana Assicurazioni Generali se incorporó como accionista y en 2015, adquirió el 90% del paquete accionario La Caja de Ahorro y Seguro.
La compañía cuenta con 1860 empleados y 45 sucursales en todo el país. La Caja en la actualidad mantiene sus posición de liderazgo e innovación en la industria, siendo una de las empresas de mayor patrimonio en el mercado asegurador argentino.

## Servicios
La Caja de Ahorro y Seguros brinda coberturas para personas y empresas. Entre las coberturas para personas, cuenta con seguro automotor, de hogar, cartera, bicicleta, tecnología móvil, notebook, accidentes personales, contenido del auto, moto, embarcaciones y de vida. Mientras que entre la oferta de servicios para empresas, ofrece un seguro para flota automotor, de vida, patrimonial, integral de comercio, accidentes personales y de saldo deudor.

## The Human Safety Net
The Human Safety Net una iniciativa global lanzada por el Grupo Generali en el año 2017 que tiene como fin proteger y mejorar la vida de las comunidades a través de la creación de redes de personas que ayudan personas. La Caja implementa esta iniciativa en Argentina, dentro del proyecto “Familias”, a través de dos ONGs: Fundación Emmanuel y Haciendo Camino. Ambas desarrollan programas tendientes al fortalecimiento familiar con hincapié en el vínculo entre padres y madres e hijos/as en los primeros 6 años de vida.
Cada año celebran el "The Human Safety Net Global Challenge", campaña de recaudación global anual que reúne a fundaciones de todo el mundo. En junio de 2024, el grupo anunció que rompió récord de recaudaciones en su 4ta edición, superando los €558.000. Para Argentina, esto significó un crecimiento de 55% en recaudaciones.

## Inteligencia Artificial: "Letizia"
En 2019, la compañía comenzó a invertir en el desarrollo de su chatbot en Facebook, para la atención de consultas administrativas y rutinarias. Con los años, y la aceleración de la virtualidad producto de la pandemia del COVID-19, La Caja amplió el rango de acción de su -ahora- bautizada "Letizia" con la posibilidad de interactuar nativamente con los usuarios 24/7 y la posibilidad de autogestión y compra de seguros para autos.
El desarrollo de tecnologías de IA en La Caja, en 2024, fue celebrada por varias entidades, entre ellas Forbes Argentina y el Observatorio de Comunicación Interna e Identidad Corporativa, destacando la implementación de este tipo de tecnologías "años antes del boom mundial".